# Échelle Medvedev-Sponheuer-Karnik
Pour les articles homonymes, voir MSK.
L'échelle de Medvedev-Sponheuer-Karnik (aussi appelée échelle MSK) est une échelle de mesure de l'intensité d'un tremblement de terre.
Elle a été très utilisée en Europe et en Inde à partir de 1964, souvent sous la désignation MSK64. Sa définition a été revue en 1981 sous le sigle MSK81, puis elle a fini par être intégrée en 1998  dans la définition de l'échelle macrosismique européenne.
L'échelle MSK décrit les effets d'un tremblement de terre en termes de destructions des installations humaines et de modifications de l'aspect du terrain, mais également en termes d'effets psychologiques sur la population (sentiment de peur, de panique, panique généralisée). Cette évaluation qualitative très utile ne représente en aucun cas une mesure d’un quelconque paramètre physique des vibrations du sol.

## Degrés d'intensité
| Degré | Dégâts observés                                                                                       |
| I     | Seuls les sismographes très sensibles enregistrent les vibrations.                                    |
| II    | Secousses à peine perceptibles; quelques personnes au repos ressentent le séisme.                     |
| III   | Vibrations comparables à celles provoquées par le passage d'un petit camion.                          |
| IV    | Vibrations comparables à celles provoquées par le passage d'un gros camion.                           |
| V     | Séisme ressenti en plein air; les dormeurs se réveillent.                                             |
| VI    | Les meubles sont déplacés.                                                                            |
| VII   | Quelques lézardes apparaissent dans les édifices.                                                     |
| VIII  | Les cheminées des maisons tombent.                                                                    |
| IX    | Les maisons s'écroulent. Les canalisations souterraines sont cassées.                                 |
| X     | Destruction des ponts et des digues. Les rails de chemin de fer sont tordus.                          |
| XI    | Les constructions les plus solides sont détruites. Grands éboulements.                                |
| XII   | Les villes sont rasées. Bouleversements importants de la topographie. Fissures visibles à la surface. |

Afin de mesurer l'importance des séismes, les sismologues ont commencé par établir des échelles dites d'intensité macrosismique, fondées sur les observations des effets des séismes en un lieu donné. Ces effets visibles peuvent être de différentes natures : ruptures en surface, destructions, liquéfactions, glissements de terrain, tarissements de sources, raz de marée. L'échelle d'intensité utilisée actuellement en France et dans la plupart des pays européens est celle mise au point en 1964 par Medvedev, Sponheuer et Karnik, dite échelle MSK. Les degrés d'intensité qui caractérisent le niveau de la secousse tellurique et les effets associés sont numérotés de I à XII. Cette évaluation qualitative très utile ne représente en aucun cas une mesure d’un quelconque paramètre physique des vibrations du sol.